# Coca-rossa

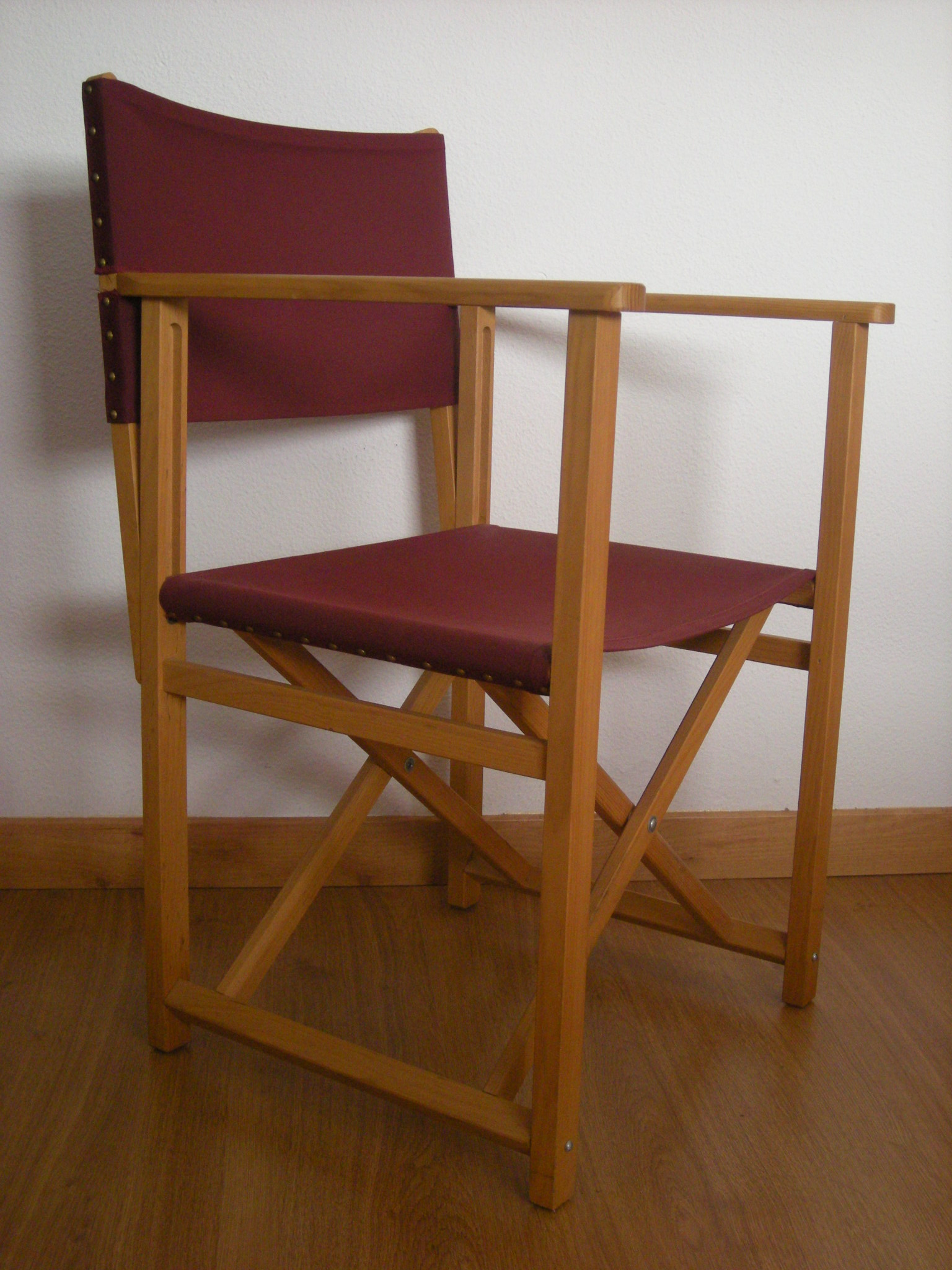
Una coca-rossa

La cadira de Menorca o cadira menorquina, popularment anomenada coca-rossa (a causa del malnom de la família propietària de l'empresa, Can Coca Rossa) fou un model de cadira dissenyat els anys 1930 pel ciutadellenc Miquel Anglada Alzina, que va fer un prototip de cadira plegable basat en l'antiga cadireta de tisora per fer-la més còmoda. Actualment, la seva empresa, segueix activa i continua innovant sobre aquesta base tradicional per fabricar cadires i altres mobles. Una de les implementacions més reeixides ha estat la variant amb balancí. Aquest model de cadira ha obtingut popularitat internacional.